# Wapedia

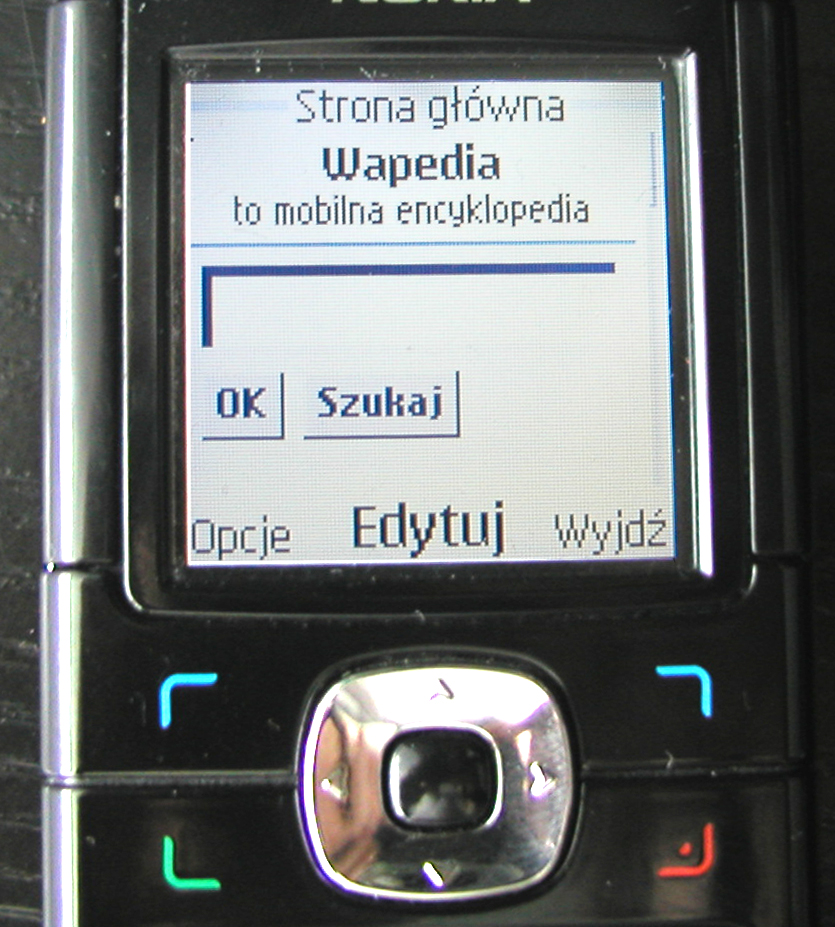
Strona Główna Wapedii na wyświetlaczu telefonu komórkowego Nokia 6030

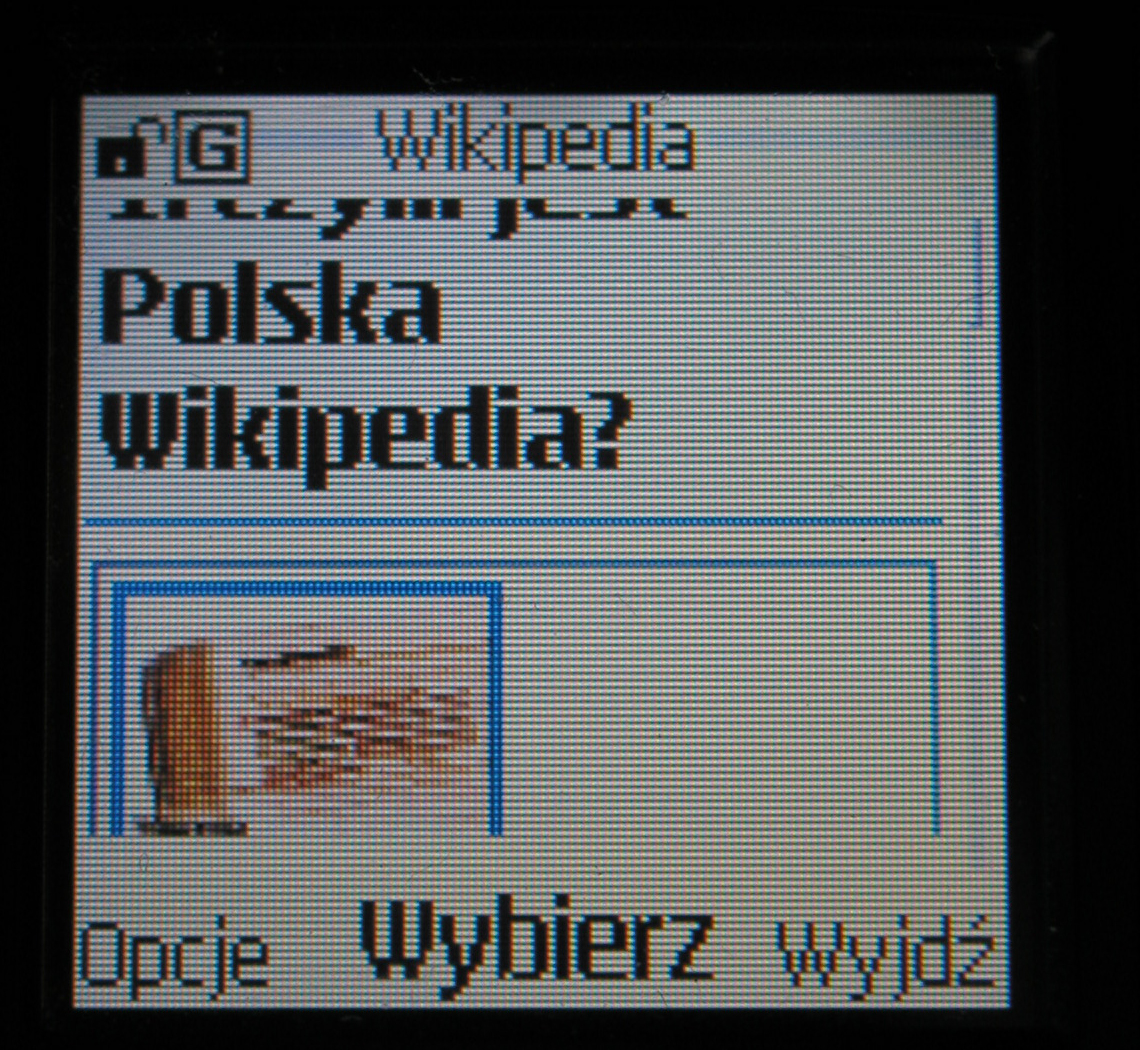
Strona Wapedii – wyświetlanie obrazków

Wapedia – wersja Wikipedii z przeznaczeniem do przeglądania na urządzeniach przenośnych typu telefon komórkowy oraz palmtop.
Wapedia wystartowała w sierpniu 2004, a 4 listopada 2013 została zamknięta. W odróżnieniu od standardowego skryptu Wikipedii, była to wersja specjalnie przygotowana pod urządzenia przenośne, która pozwalała jedynie przeglądać informacje tekstowe i graficzne – bez możliwości edycji. Edycja artykułu musiała być dokonana w tradycyjnej wersji Wikipedii, a następnie była propagowana na wersję wap. Skrypt Wapedia został stworzony przez Floriana Amrheina. Strona Wapedii dostępna była w 16 językach, w tym w języku polskim. Dostępne były cztery wersje encyklopedii Wiki w wersji WAP:
- WAP1 pod adresem: wap.pl.wapedia.org na telefony obsługujące jedynie format WML
- WAP2 pod adresem: wap2.pl.wapedia.org na telefony obsługujące format XHTML-MP
- PDAs pod adresem: pda.pl.wapedia.org na urządzenia PDA
- pod adresem: pl.wapedia.org rozpoznająca automatycznie obsługiwane formaty urządzenia

## Funkcjonalność
Wapedia nie korzystała bezpośrednio z zasobów serwerowych Wikipedii — serwowała najnowsze wersje artykułów z własnej lokalnej bazy danych przy użyciu mechanizmu podobnego do proxy.
- Długie strony zostały podzielone na mniejsze sekcje, aby zmieściły się na ekranach telefonów komórkowych. Fragmenty dostępne były w postaci podstron o normalizowanej długości. Wymuszone to było wielkością pamięci wewnętrznej w ówczesnych urządzeniach[8].
- Obrazki były skalowane do rozdzielczości ekranów urządzeń, skompresowane w celu zmniejszenia przepustowości[8].
- Do wyszukiwania używano szybkiej wyszukiwarki niezależnej od serwerów Wikipedii[4].
- Obsługiwała standard WML oraz nowy standard XHTML-MP Mobile, wybierając automatycznie najlepszą opcję[4].
- Dostarczała aktualną wersję artykułów.
- Niezależna, lokalna baza danych zapewniała pełną funkcjonalność i dużą szybkość działania, bez względu na funkcjonowanie głównych serwerów Wikipedii[4].